# 滨江街道 (南部县)
滨江街道，是中华人民共和国四川省南充市南部县下辖的一个乡镇级行政单位。

## 行政区划
滨江街道下辖以下地区：
后街社区、东街社区、前街社区、东风路社区、三元街社区、南街社区、晓霞路社区、北街社区、凌云路社区、文庙街社区、振兴街南段社区、瑞安路社区、正街社区、东园街社区、礼泉街社区、红电广场社区、长沟村、烈女坟村、青狮村、涌泉村、晓霞村、濠口村和五面山村。